# Риаль, Эктор
Хосе́ Э́ктор Риа́ль Лаги́я (исп. José Héctor Rial Laguía; 14 октября 1928, Пергамино, Буэнос-Айрес — 24 февраля 1991, Мадрид) — аргентинский и испанский футболист, левый нападающий. После завершения карьеры игрока работал тренером.

## Биография
Эктор Риаль родился в семье испанцев.

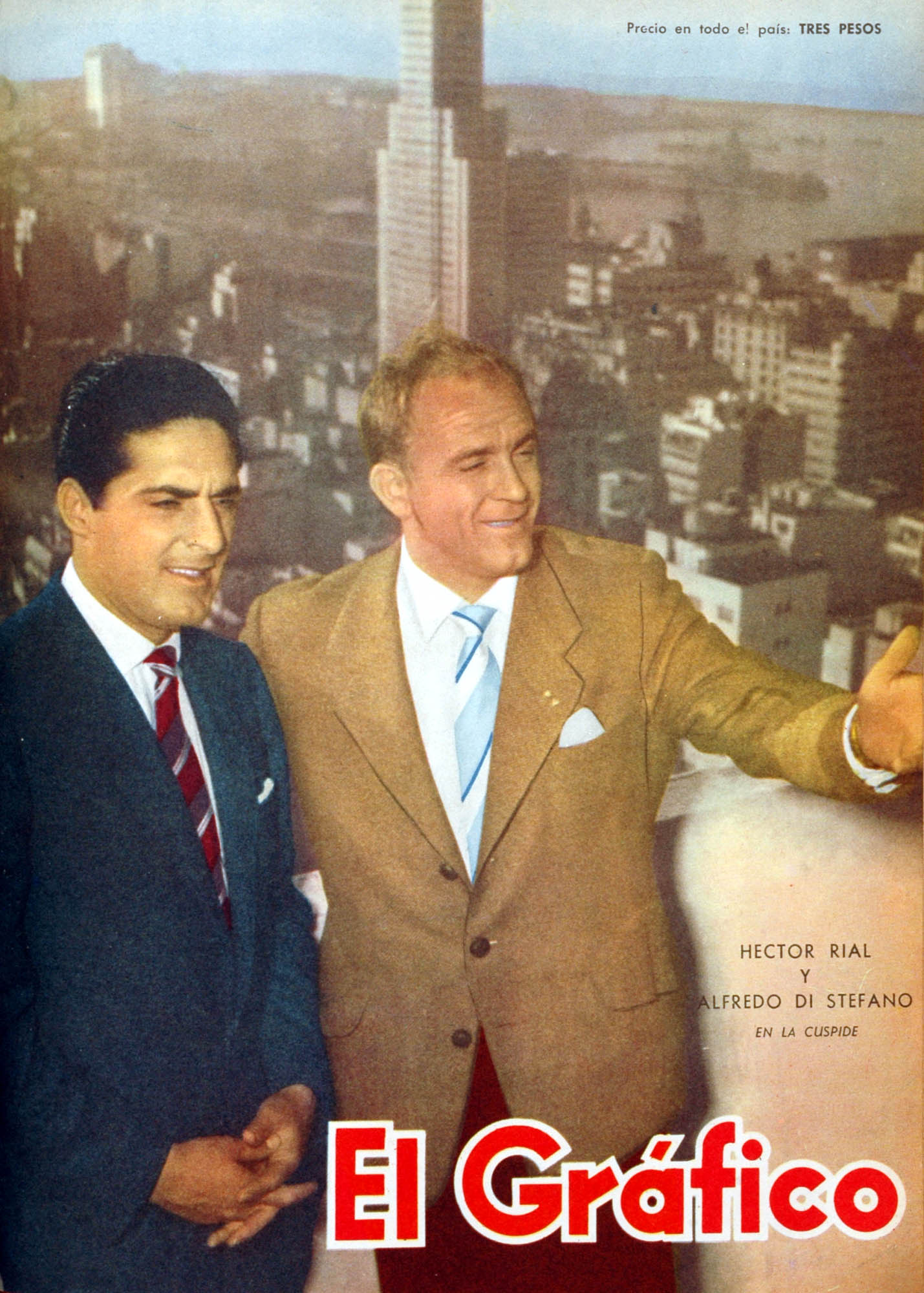
Риаль (слева) и Ди Стефано

Он начал свою карьеру в клубе «Сантос де Боэдо». Оттуда он перешёл в клуб «Сан-Лоренсо». С 1947 года Риал стал выступать за основной состав команды. В европейском турне команды, игра Риаля изумила Испанских грандов, за Риаля начали соперничать «Барселона» и «Валенсия», но аргентинский клуб ответил отказом испанцам, тем неожиданнее стал переход Риаля в колумбийский «Мильонариос», куда игрока переманил Рене Понтони, партнёр Риаля в «Сан-Лоренсо».
В Колумбии Риалю удалось сыграть вместе с Ди Стефано и Педернерой. Так же в Колумбии Риаль женился на девушке по имени Соня, чьи предки прибыли из Германии. В 1949 году он перешёл в «Индепендьенте Санта-Фе». Затем он уехал в Уругвай играть за «Насьональ», где ему удалось выиграть титул чемпионата страны. Однако в этом клубе футболист выступал менее двух лет.
В 1954 году Риаль получил письмо от Ди Стефано с предложением играть за «Реал»: «Мы дружили еще в Аргентине. Я уехал в Испанию, а он — в „Насьональ“ (Монтевидео). У него там не заладилось. Он не очень везучий. В одном турне застрял в Панаме из-за приступа аппендицита; когда жене приспичило рожать — оказался без работы и без денег. Но тут Бернабеу занялся укреплением линии атаки перед играми в Кубке чемпионов, и он спросил меня, кого бы я хотел иметь рядом. „Риала“, — и рассказал ему о своем друге. „Узнай у него, сколько он захочет“. Получаю ответ из Буэнос-Айреса: Риал согласился и просит 200 тысяч песет. Маловато. Взял ручку того же цвета и выправил 200 на 250. Бернабеу моментально согласился». Для этого сам Раймундо Саппорта, казначей «Королевского клуба», приехал в Уругвай, чтобы уговорить Аньона, президента «Насьоналя», на то, чтобы тот дал «добро» на продажу Эктора. Решающим стало слово самого Риаля, который сказал руководителям «Насьоналя», что если они не разрешат перейти в «Реал», то он больше не будет играть в футбол.
16 июня 1954 года Риаль стал игроком «Реала». В дебютной игре, с «Валенсией», Эктор забил гол. Он выиграл с мадридцами 5 Кубков Чемпионов, 2 Латинских Кубка, 4 чемпионата Испании и 1 Межконтинентальный Кубок. Риаль стал автором двух голов в финале первого розыгрыша Кубка чемпионов с французским «Реймсом», второй из которых стал победным; всего за турнир он забил 4 гола и вместе с Ди Стефано стал лучшим бомбардиром своей команды. В 1958 году в «Реал» перешёл Ференц Пушкаш, из-за того, что он, как и Риаль, играл на левом фланге нападения, аргентинец был переведён на право. Из-за этого его игра пострадала: он не демонстрировал былого уровня игры.
В 1961 году Риаль ушёл в «Эспаньол», который закончил сезон на 13-м из 16-ти команд месте. На следующий год Риаль перешёл в марсельский «Олимпик», а закончил карьеру в «Унион Эспаньоле» в 1964 году.
Риаль умер в 1991 году от рака.

## Международная карьера
В 1955 году Риаль получил испанское подданство.

## Статистика

### Клубная
| Клуб             | Лига             | Сезон            | Чемпионат | Чемпионат | Кубок | Кубок | Международные | Международные | Всего | Всего |
| Клуб             | Лига             | Сезон            | Игры      | Голы      | Игры  | Голы  | Игры          | Голы          | Игры  | Голы  |
| ---------------- | ---------------- | ---------------- | --------- | --------- | ----- | ----- | ------------- | ------------- | ----- | ----- |
| Сан-Лоренсо      |                  |                  |           |           |       |       |               |               |       |       |
| Примера          | 1947             | ?                | 7         | ?         | ?     | —     | —             | 17            | 0     |       |
| Примера          | 1948             | ?                | 3         | ?         | ?     | —     | —             | 31            | 28    |       |
| Всего за клуб    | Всего за клуб    | ?                | 10        | ?         | ?     | ?     | ?             | 40            | 20    |       |
| Индепендьенте СФ |                  |                  |           |           |       |       |               |               |       |       |
| Примера А        | 1949             | ?                | ?         | ?         | ?     | —     | —             | ?             | ?     |       |
| Примера А        | 1950             | ?                | ?         | ?         | ?     | —     | —             | ?             | ?     |       |
| Примера А        | 1951             | ?                | ?         | ?         | ?     | —     | —             | ?             | ?     |       |
| Всего за клуб    | Всего за клуб    | ?                | ?         | ?         | ?     | ?     | ?             | 54            | 26    |       |
| Насьональ        |                  |                  |           |           |       |       |               |               |       |       |
| Примера          | 1952             | ?                | ?         | ?         | ?     | —     | —             | ?             | ?     |       |
| Примера          | 1953             | ?                | ?         | ?         | ?     | —     | —             | ?             | ?     |       |
| Примера          | 1954             | ?                | ?         | ?         | ?     | —     | —             | ?             | ?     |       |
| Всего за клуб    | Всего за клуб    | 35               | ?         | 16        | ?     | 0     | 0             | 51            | 20    |       |
| Реал Мадрид      |                  |                  |           |           |       |       |               |               |       |       |
| Примера          | 1954-55          | 30               | 18        | 4         | -     | 2     | 2             | 36            | 20    |       |
| Примера          | 1955-56          | 25               | 15        | 6         | 3     | 7     | 5             | 38            | 23    |       |
| Примера          | 1956-57          | 5                | 1         | 4         | -     | 5     | 2             | 14            | 3     |       |
| Примера          | 1957-58          | 27               | 17        | 6         | 1     | 6     | 4             | 39            | 22    |       |
| Примера          | 1958-59          | 20               | 9         | 5         | 2     | 6     | 2             | 31            | 13    |       |
| Примера          | 1959-60          | 5                | -         | 3         | 1     | 1     | 1             | 9             | 2     |       |
| Примера          | 1960-61          | 2                | -         | -         | -     | -     | -             | 2             | 0     |       |
| Всего за клуб    | Всего за клуб    | 114              | 60        | 28        | 7     | 27    | 16            | 169           | 83    |       |
| Эспаньол         |                  |                  |           |           |       |       |               |               |       |       |
| Примера          | 1961-62          | 6                | 1         | ?         | ?     | 1     | -             | 7             | 1     |       |
| Всего за клуб    | Всего за клуб    | 6                | 1         | ?         | ?     | 1     | 0             | 7             | 1     |       |
| Олимпик Марсель  |                  |                  |           |           |       |       |               |               |       |       |
| Дивизион 1       | 1962-63          | 16               | -         | 5         | -     | 1     | -             | 22            | 0     |       |
| Всего за клуб    | Всего за клуб    | 16               | 0         | 5         | 0     | 1     | 0             | 22            | 0     |       |
| Унион Эспаньола  |                  |                  |           |           |       |       |               |               |       |       |
| Примера          | 1964             | ?                | ?         | ?         | ?     | ?     | -             | ?             | ?     |       |
| Всего за клуб    | Всего за клуб    | ?                | ?         | ?         | ?     | ?     | ?             | ?             | ?     |       |
| Всего за карьеру | Всего за карьеру | Всего за карьеру | 536       | 376       | 70    | 53    | 78            | 57            | 684   | 486   |

### Международная
| Матчи Эктора Риаля за сборную Испании | Матчи Эктора Риаля за сборную Испании | Матчи Эктора Риаля за сборную Испании | Матчи Эктора Риаля за сборную Испании | Матчи Эктора Риаля за сборную Испании | Матчи Эктора Риаля за сборную Испании | Матчи Эктора Риаля за сборную Испании |
| ------------------------------------- | ------------------------------------- | ------------------------------------- | ------------------------------------- | ------------------------------------- | ------------------------------------- | ------------------------------------- |
| №                                     | Дата                                  | Место проведения                      | Оппонент                              | Счёт                                  | Голы                                  | Турнир                                |
| 1                                     | 17 марта 1955                         | Мадрид                                | Франция                               | 1:2                                   | —                                     | Товарищеский матч                     |
| 2                                     | 18 мая 1955                           | Мадрид                                | Англия                                | 1:1                                   | 1                                     | Товарищеский матч                     |
| 3                                     | 3 июня 1956                           | Оэйраш                                | Португалия                            | 1:3                                   | —                                     | Товарищеский матч                     |
| 4                                     | 6 ноября 1957                         | Мадрид                                | Турция                                | 3:0                                   | —                                     | Товарищеский матч                     |
| 5                                     | 13 апреля 1958                        | Мадрид                                | Португалия                            | 1:0                                   | —                                     | Товарищеский матч                     |

## Достижения
- Чемпион Уругвая: 1952
- Обладатель Кубка Монтевидео: 1953
- Чемпион Испании: 1955, 1957, 1958, 1961
- Обладатель Латинского кубка: 1955, 1957
- Обладатель Кубка европейских чемпионов: 1956, 1957, 1958, 1959, 1960
- Обладатель Межконтинентального кубка: 1960